# Åke Fridh
Åke Josefsson Fridh, född  den 25 juli 1918 i Sollefteå, död den 4 juni 1997, var en svensk språkforskare.
Fridh blev filosofie magister i Göteborg 1941, filosofie licentiat 1947 och filosofie doktor 1956. Han var lektor i Arvika 1951–1953, i Varberg 1953–1958 och vid Vasa högre allmänna läroverk 1958–1972. 
Fridh var docent i latin vid Göteborgs universitet 1956–1972 och professor 1972–1983. Han blev ledamot av Vetenskaps- och vitterhetssamhället i Göteborg 1973 och ledamot nr 356 av Vitterhetsakademien den 9 januari 1979. 
Hans vetenskapliga produktion rör latinsk filologi och antikhistoria och innehåller flera verk om författaren Cassiodorus.